# Pain caméléon
 (janvier 2025).
Le pain andin ou pain caméléon (en espagnol : pan andino, pan camaleón) est un pain sucré vénézuélien, en particulier de la région des Andes au nord-ouest du pays. C'est un pain de mie dense, spongieux, avec une croute fine et légèrement croustillante.
Le pain caméléon contient de la farine de blé, du lait, des oeufs, du sucre, de la levure, du sel et de la graisse de cochon (qui peut être remplacée par de l'huile ou de la graisse végétale). De plus, il peut s'aromatiser avec un extrait de vanille. Le tout se mélange avec un pré-ferment naturel liquide appelé « talvina (es) », fait de farine, d'eau, de sucre et de panela ou de mélasse.
Une fois tout ses ingrédients rassemblés, ils doivent être mélangés à la main ou bien à l'aide d'une machine appelée « breguil (es) » donnant ainsi une mie riche et ferme.
La talvina est aussi appelée « guarapo ». Anciennement, elle se gardait 2 jours avant sa préparation et était faite quotidiennement. Des recettes adoucissent le pain avec les fèves de tonka. Selon un article du quotidien La Nación (Venezuela) (es), le pain andin tient son origine dans l'état de Táchira.
Ce pain a un goût légèrement sucré mais n'est pas saupoudré de sucre à la surface, on dit alors que c'est un pain semisucré (semidulce). Le pain proprement dit sucré a une croûte sucrée en surface et des pépites d'anis dans la mie.
Il est souvent consommé au goûter avec un café au lait ou un chocolat chaud en tartine couvert de confiture de fromage à la crème ou bien de goyave. Il est parfois consommé en sandwich avec du fromage et du jambon cuit.
Il a été déclaré patrimoine culturel gastronomique de Táchira, le 6 décembre 2022.